# Ајртон Сена
Ајртон Сена да Силва (порт. Ayrton Senna da Silva; Сао Пауло, 21. март 1960 — Имола, 1. мај 1994) је био бразилски возач тркачких аутомобила. Један је од омиљених и најбољих возача Формуле 1. Био је шампион 3 пута (1988, 1990. и 1991). Победио је у 41 трци и освојио 65 пол позиција и 19 најбољих кругова. Посебно је био познат по добрим вожњама по киши због чега је добио надимак Кишни човек.

## Каријера
Као млад такмичио се у картингу а 1981. године одлази у Европу да се такмичи у британској Формули Форд 1600 где је постао шампион у својој дебитантској сезони. Следеће године се такмичио и у британској и у европској Формули Форд 2000 и победио је у обе серије. Такође је победио на престижној трци у Макау. После још једне освојене титуле у Формули 3, 1983. године осигурао је своје место у Формули 1.

### Формула 1

#### Толеман
У најјачем ауто-такмичењу на свету дебитовао је 1984. возећи за тим Толеман-Харт. Исте године је направио праву сензацију када је у трци у Монаку, по јакој киши, стартовао као 13. и на стази која је позната по томе да је претицање скоро немогуће успевао да претекне једног по једног возача испред себе, а у 31. кругу је успео да претекне и водећег Алена Проста. Међутим, трка је у том кругу прекинута па се по прописима Формуле 1 рачунао поредак из претходног круга и Сена је завршио на 2 месту. Та трка означава својеврстан почетак ривалства између њега и Проста које се сматра највећим ривалством од постанка Формуле 1.

#### Лотус
Следеће године придружио се тиму Лотус и остварио је своју прву победу у Есторилу, Португалија. На тој трци је возио по кишном времену и добио надимак који ће га пратити читаве каријере - кишни човек. Алан Прост је ту трку завршио у зиду. Те године је као и следеће био четврти у коначном пласману Формуле 1. 1987. године екипа Лотуса добија снажне Хондине моторе након што је Рено иступио из Формуле 1. Након лошег старта сезоне Сена осваја две трке за редом. Једну престижну у Монаку, што је прва победа од рекордних шест на овом престижном такмичењу. На крају сезоне у генералном пласману заузео је треће место.

#### Макларен
Сена је 1988. године потписао уговор са Маклареном и тимски колега му је постао Ален Прост. Годину је обележило велико ривалство и гомила инцидената између њих двојице. Од укупно 16 трка њих двојица су освојили 15, али је шампион по први пут постао Сена. Следеће 1989. године ривалство је прерасло у прави рат на стази и ван ње. Те године шампион је постао Прост после чувеног инцидента у шикани на последњој трци у Сузуки. Прост је 1990. године прешао у Ферари али ривалство се наставило. И по други пут је на стази Сузука у Јапану дошло до одлуке о шампиону. Сударили су се у првој кривини и Сена је освојио титулу. Телеметрија је касније показала да Сена уопште није кочио. Оба возача су због штете на болидима одустала од трке што је аутоматски значило да је Сена шампион. Касније је и сам признао да се тиме осветио Просту за оно што се догодило 1989. године. Сена осваја своју трећу и последњу шампионску титулу и 1991. године.
Следеће године Макларен прекида сарадњу са Хондом што је за последицу имало знатно слабији болид од конкурената. Вилијамс је потписао Алана Проста који је у клаузули уговора ставио да у тим не сме да буде и Сена. Сена због тога привремено окренуо Инди Кар формули, где је одвезао неколико рекордних трка. 1993. године Сена је тестирао нови Макларенов болид са Фордовим мотором. Схватио је да је шасија изванредно конструисана, али да мотор нема довољно снаге као Вилијамс па је одбио да потпише уговор на целу сезону. Због тога је потписивао појединачне уговоре који су му доносили по милион долара по трци. Сезону је почео спектакуларно и после првих шест трка био први у генералном пласману када потписује и уговор до краја сезоне. Ипак Вилијамсов болид је био много јачи те Прост на крају сезоне осваја титулу. Победа у Аустралији те године је била његова последња победа, а уједно и крај доминације Маклареновог тима који није осетио укус победе у наредних неколико сезона.

#### Вилијамс
Крајем 1993. године Сена напушта Макларен после 6 година и прелази у Вилијамс, тада тим са једним од најбољих болида. Нажалост, болид Вилијамса је стигао касно, тек двадесет дана пред почетак сезоне и Сена није имао довољно времена да упозна нови ауто. Жалио се да му је волан кратак и да му то причињава неудобност на тестовима. Иако је на прве две трке имао пол позиције, ни једну није успео да заврши. На првој трци у Бразилу се окренуо на стази, а на другој га је изгурао Мика Хакинен.

## Погибија
На трећој трци за Велику награду Сан Марина у Имоли 1. маја 1994. године, инжењери су за њега спремили модификовану летву волана, која је наводно требало да реши проблем. Сена и на овој трци осваја пол позицију са временом 1:21:548. Због погибије Роланда Раценбергера дан раније осећао је велики притисак. Својој вереници Адријани Галистеу се жалио да не жели да учествује на овој трци, али наравно, он је био професионалац и тако нешто није могао да избегне. Трку је водио од старта, снажни болид Бенетон Шумахера није успевао да му се приближи. Међутим, у седмом кругу Сена је излетео са стазе у кривини Тамбурело ударивши у зид брзином већом од 200 km/h. Иако су екипе хитне помоћи брзо реаговале и хеликоптером је пребачен у Болоњу, Сени није било спаса.

## Остало
Ајртон Сена је био изразити католик и често је то показивао. У моменту трагичне смрти био је у вези са бразилском манекенком Адријаном Галистеу.
Године 2009. је изабран као најбољи возач свих времена, на изборима у организацији чувеног британског листа Аутоспорт. Избор је тим већи зато што је у њему учествовало 217 некадашњих и садашњих возача Формуле 1. Сена се нашао испед Шумахера и Фанђа, док су на четвртом и петом месту били Алан Прост и Џим Кларк.

## Резултати у Формули 1
| Година | Тим                     | Шасија          | Мотор                    | Гуме | 1.      | 2.     | 3.     | 4.      | 5.      | 6.     | 7.     | 8.           | 9.     | 10.   | 11.    | 12.    | 13.    | 14.    | 15.     | 16.     | Бодови  | Поредак |
| ------ | ----------------------- | --------------- | ------------------------ | ---- | ------- | ------ | ------ | ------- | ------- | ------ | ------ | ------------ | ------ | ----- | ------ | ------ | ------ | ------ | ------- | ------- | ------- | ------- |
| 1984.  | Толеман Група Мотоспорт | Толеман ТГ183Б  | Харт 415T 1.5 Л4         | P    | БРА Ret | JAР 6  | БЕЛ 6  |         |         |        |        |              |        |       |        |        |        |        |         |         | 13      | 9.      |
| 1984.  | Толеман Група Мотоспорт | Толеман TG184   | Харт 415T 1.5 Л4         | М    |         |        |        | СМР ДНК | ФРА НЗ  | МОН 2  | KAN 7  | САД Исток НЗ | САД НЗ | ВБ 3  | НЕ НЗ  | AУT НЗ | ХОЛ НЗ | ITA    | EВР НЗ  | ПОР 3   | 13      | 9.      |
| 1985.  | Џон Специјал Тим Лотус  | Лотус 97T       | Рено EФ15 1.5 В6         | G    | БРА НЗ  | ПОР 1  | СМР 7  | MOН НЗ  | KAН 16  | САД НЗ | ФРА НЗ | ВБ 10        | НЕ НЗ  | AУT 2 | ХОЛ 3  | ИТА 3  | БЕЛ 1  | EВР 2  | JAР НЗ  | АУС НЗ  | 38      | 4.      |
| 1986.  | Џон Специјал Тим Лотус  | Лотус 98T       | Рено EФ15Б 1.5 В6        | G    | БРА 2   | ШПА 1  | СМР НЗ | МОН 3   | БЕЛ 2   | KAН 5  | САД 1  | ФРА НЗ       | ВБ НЗ  | НЕМ 2 | MAЂ 2  | AУT НЗ | ИТА НЗ | ПОР 4  | MEК 3   | AУС НЗ  | 55      | 4.      |
| 1987.  | Камел Тим Лотус Хонда   | Лотус 99T       | Хонда РA167E 1.5 В6      | G    | БРA НЗ  | СМР 2  | БЕЛ НЗ | МОН 1   | САД 1   | ФРА 4  | ВБ 3   | НЕМ 3        | МАЂ 2  | AУТ 5 | ИTA 2  | ПОР 7  | ШПА 5  | MEК НЗ | JAП 2   | AУС ДСК | 57      | 3.      |
| 1988.  | Хонда Марлборо Макларен | Макларен MП4/4  | Хонда РA168E 1.5 В6      | G    | БРA ДСК | СМР 1  | MON НЗ | MEК 2   | KAН 1   | САД 1  | ФРА 2  | ВБ 1         | НЕМ 1  | MAЂ 1 | БЕЛ 1  | ИTA 10 | ПОР 6  | ШПA 4  | JAП 1   | AУС 2   | 90 (94) | 1.      |
| 1989.  | Хонда Марлборо Макларен | Макларен МП4/5  | Хонда ПA109E 3.5 В10     | G    | БРА 11  | СМР 1  | MOН 1  | MEК 1   | САД НЗ  | KAН 7  | ФРА НЗ | ВБ НЗ        | НЕМ 1  | MAЂ 2 | БЕЛ 1  | ИTA НЗ | ПОР НЗ | ШПА 1  | JAП ДСК | AUS НЗ  | 60      | 2.      |
| 1990.  | Хонда Марлборо Макларен | Макларен MП4/5Б | Хонда РA100E 3.5 В10     | G    | САД 1   | БРА 3  | БРА НЗ | MOН 1   | KAН 1   | MEК 20 | ФРА 3  | ВБ 3         | НЕМ 1  | MAЂ 2 | BEЛ 1  | ИTA 1  | ПОР 2  | ШПA НЗ | JAП НЗ  | AУС НЗ  | 78      | 1.      |
| 1991.  | Хонда Марлборо Макларен | Макларен MП4/6  | Хонда РA121E 3.5 В12     | G    | САД 1   | БРА 1  | СМР 1  | MOН 1   | KAН Ret | MEК 3  | ФРA 3  | ВБ 4         | НЕМ 7  | MAЂ 1 | BEЛ 1  | ИTA 2  | ПОР 2  | ШПA 5  | JAП 2   | AУС 1   | 96      | 1.      |
| 1992.  | Хонда Марлборо Макларен | Макларен MП4/6Б | Хонда РA122E 3.5 В12     | G    | JAР 3   | MEК НЗ |        |         |         |        |        |              |        |       |        |        |        |        |         |         | 50      | 4.      |
| 1992.  | Хонда Марлборо Макларен | Макларен MП4/7A | Хонда РA122E 3.5 В12     | G    |         |        | БРA НЗ | ШПA 9   | СМР 3   | MOН 1  | KAН НЗ | ФРА НЗ       | ВБ НЗ  | НЕМ 2 | MAЂ 1  | БEЛ 5  | ИTA 1  | ПОР 3  | JAП НЗ  | AУС НЗ  | 50      | 4.      |
| 1993.  | Марлборо Макларен       | Макларен MП4/8  | Форд Косфорт ХБD7 3.5 В8 | G    | JAР 2   | БРA 1  | ЕВР 1  | СМР НЗ  | ШПA 2   | MOН 1  | KAН 18 | ФРA 4        | ВБ 5   | НЕМ 4 | MAЂ НЗ | БEЛ 4  | ИTA НЗ | ПОР НЗ | ЈАП 1   | AУС 1   | 73      | 2.      |
| 1994.  | Ротманс Вилијамс Рено   | Вилијамс FW16   | Рено RS6 3.5 V10         | G    | БРА НЗ  | ПАЦ НЗ | СМР НЗ | МОН     | ШПА     | КАН    | ФРА    | ВБ           | НЕМ    | МАЂ   | БЕЛ    | ИТА    | ПОР    | ЕВР    | JAП     | AУС     | -       | -       |